# Kilimandžaro
Kilimandžaro (Kilimanjaro, nekoć Kaiser-Wilhelm-Spitze) planina je i stratovulkan u sjevernoistočnoj Tanzaniji, blizu granice s Kenijom. Nalazi se oko 350 km južno od Ekvatora i oko 500 km sjeverno-zapadno od grada Dar es Salaama.
Kilimandžaro je s 4600 m od podnožja najviša samostojeća uzvisina na svijetu, a ima i najviši vrh Afrike, Uhuru, visine od 5895 m, s kojeg se pruža dramatičan pogled na okolne ravnice.
Nacionalni park Kilimandžaro je osnovan 1971. godine od šumskog rezervata kojeg su osnovali njemački kolonizatori još 1910-ih. On pokriva površinu od 753 km² iznad visina od 2.700 metara i otvoren je za javnost 1977. godine. God. 1987. upisan je na UNESCO-ov popis mjesta svjetske baštine u Africi zbog zaštite brojnih vrsta sisavaca koji žive u parku, a od kojih su mnogi ugrožene vrste.

## Zemljopisne odlike
Kilimandžaro je golema nakupina vulkanskog podrijetla, trenutno neaktivnog, s gejzirima u sredini koji ispuštaju plin u krateru na vrhuncu planine. Znanstvenici su 2003. zaključili da magma teče samo 400 metara ispod vrha kratera. Iako se nove aktivnosti ne očekuju, postoji bojazan da bi se vulkan mogao urušiti, uzrokujući veliku erupciju sličnu onoj na planini Sveta Helena. Nekoliko urušavanja i klizanja zemlje pojavilo se na Kibu (nadimak vrha Uhuru) u prošlosti, stvarajući prostor poznat kao zapadna plaža. Iako nema zapisa o erupciji, lokalna legenda govori o aktivnosti od prije oko 170 godina.
Kilimandžaro ima tri vulkanska vrha: Shira (3.962 m) zapadno, Mawenzi (5.149 m) istočno, i središnji vrh Uhuru ili Kibo (5.895 m), a između njih se nalazi visoravan "sjedlo" od 3.600 hektara koja je najveće područje tundre u Africi. Oko njih je još 20 manjih vulkana, poput planine Meru koja je zadnji put erumpirala prije više od 100 godina. Vječiti ledenjaci koji pokrivaju vrhove Kilimandžara (stari skoro 12.000 godina) su danas u opasnosti od globalnog zatopljenja, od 1912. ih je nestalo skoro 80% i pretpostavlja se da će potpuno nestati do 2033. godine.

## Povijest
Na obroncima planine pronađeni su pribor za kuhanje i kamene zdjele koje datiraju iz 1000. godine prije Krista. Prvi povijesni spomeni Kilimandžara potječu od Ptolomeja, koji je planinu opisao kao „snježni otok na nebu” u drugom stoljeću. 
Arapski povjesničar i geograf Abu'l Fida govori o planini u unutrašnjosti koja je bila „bijele boje”.
Godine 1849. misionar Johann Rebmann objavio je izvještaj kojem se nije vjerovalo. Kilimanjaro je postao dio njemačkog protektorata 1885. godine. Prvi dokumentirani uspon na vrh Kibo dogodio se 1889. godine, kada su ga osvojili njemački geograf i profesor geologije, Hans Meyer i austrijski planinar Ludwig Purtscheller. U to vrijeme, zapravo je opisan kao “najviša planina u Njemačkoj!”
Područje je Njemačka kolonijalna vlada proglasila šumskim rezervatom 1921. godine, zajedno s okolnim šumama, sve dok nije dodijeljen Britancima kao protektorat pod Ligom naroda do tanzanijske neovisnosti 1961. godine. Godine 1973. proglašen je nacionalni park Kilimandžaro s ciljem zaštite ovog jedinstvenog okoliša, krajolika, te flore i faune.

## Flora i fauna
Unutarnje padine Kilimandžara su izrazito plodne zbog vulkanskog pepela i na njima uspjeva gusta šuma, dok su ispod travnata područja u kojima obitavaju slonovi, lavovi i druge savanske životinje. Vegetacija Kilimandžara se dijeli na četiri pojasa:
- tropska kišna šuma (1.800-2.700 m) je bogata biljnim vrstama kojim dominiraju divovsko drveće (mlečka, albicija, klek, i dr.) te vrijesocvijetnice, orhideje, i dr. endemske vrste.
- planinske livade i krško raslinje (2.700-4.000 m) poput endemskih vrsta divovskog vrijesa (Erica arborea) i glavočika (Dendrosenecio kilimanjari i Lobelia deckenii), te lovor kamfor Ocotea usambarensis 40 m visine.
- visinska pustinja (4.000-5.000 m) ima hladno i kiselo tlo u kojemu je vegatacija siromašna; to su uglavnom mahovina i nekoliko vrsta cvijeća besmrtnika (Helichrysum): Helichrysum kilimanjari, Helichrysum newii i dr., koje je otporno na sušu i hladnoću.
- vrhovi (5.000-5.895 m), podložni velikim hladnoćama, razrijeđenom kisiku i sunčevom zračenju, su uglavnom bez raslinja i često prekriveni ledom; tu se mogu pronaći tek poneki lišaj (Xanthoria elegans) i jako otporni besmrtnik Helichrysum newii.

U parku obitava više od 140 vrsta sisavaca, uključujući 25 vrsta grabežljivaca, 25 vrsta antilopa (dujkeri, elandi, 7 majmuna (galagiji, žuti pavijani, plavi majmuni i kolobusi), 24 šišmiša i brojni drugi glodavci i kukcožderi. U donjem dijelu postoji populacija od nekoliko stotina slonova, ali i afričkih bivola i leoparda, dok je crni nosorog nestao iz ovog područja.
Od 180 vrsta ptica u parku najprisutnije su: endemski Abbbottov čvorak (Poeoptera femoralis), žutoprsni nektarnik (Nectarinia famosa), bjelovrati gavran (Corvus albicollis), gorski vrabac (Pinarochroa sordida)  i kostoberina.
- Najviše uzdignuće na planeti
- Senecio kilimanjari
- Plavi majmun (Cercopithecus mitis)
- Abbbottov čvorak
- Žutoprsni nektarnik (Nectarinia famosa)

## Zanimljivosti
- God. 1922., Gertrude Benham (22) iz Londona stigla je na vrh Kilimandžara sama. Njezini nosači, uplašeni topljenja snijega misleći da je začaran, odlučili su ostati u ledenoj špilji. Smatralo se da je „imuna” na planinsku bolest.[3]
- R.R. Reusch, američki misionar ruskog podrijetla, popeo se na Kilimandžaro 65 puta.[5]
- Good. 2006., Tanzanijski muškarac popeo se od vrata Umbwe do vrha i natrag za 9 sati i 19 minuta. Ponio je svu svoju opremu i napravio pauzu kako bi se snimio na vrhu. Također je morao dva puta stati da povrati.[3]
- God. 2014., švicarsko-ekvadorski planinar Karl Egloff postavio je novi brzinski rekord u usponu na Kilimandžaro, završivši dionicu do vrha i natrag za samo 6 sati, 56 minuta i 24 sekunde. Prošao je rutom Umbwe i vratio se preko Mweke.[3]

## Vanjske poveznice
- Nacionalni park Kilimanjaro  Arhivirana inačica izvorne stranice od 23. rujna 2012. (Wayback Machine)
- Satelitske fotografije (NASA Earth Explorer)  Arhivirana inačica izvorne stranice od 20. rujna 2008. (Wayback Machine)
- Povlačenje ledenjaka južnih polja leda  Arhivirana inačica izvorne stranice od 15. veljače 2011. (Wayback Machine) (engl.)
- Mt Kilimanjaro live webcam
- Galerija fotografija vegetacije Kilimandžara